# Marian Golczyk
Marian Golczyk (ur. 1921, zm. 2009) – doktor inżynier, wykładowca akademicki, żołnierz Armii Krajowej.

## Życiorys
Syn Jana. Podczas II wojny światowej był żołnierzem Armii Krajowej.
Był inżynierem. Uzyskał tytuły naukowe doktora i profesora. Był wieloletnim wykładowcą Wyższej Szkoły Inżynierskiej w Opolu, a od 1996 Politechniki Opolskiej. Pracował na tamtejszym Wydziale Budownictwa. W 1995 był promotorem magisterskiej pracy inżynieryjnej Wiesława Barana. W 1996 brał udział w sympozjum w Kaiserslautern. Zasiadał w Śląskiej Komisji Nauki Gliwickiego Oddziału Polskiego Związku Inżynierów i Techników Budownictwa.
Został członkiem komisji rewizyjnej założonego w 1990 Klubu Towarzystwa Miłośników Lwowa i Kresów Południowo-Wschodnich w Sanoku.
Żoną Mariana Golczyka była Ewa z domu Makarewicz (zm. 2013). Prochy obojga spoczęły w kolumbarium na Cmentarzu Centralnym w Sanoku.

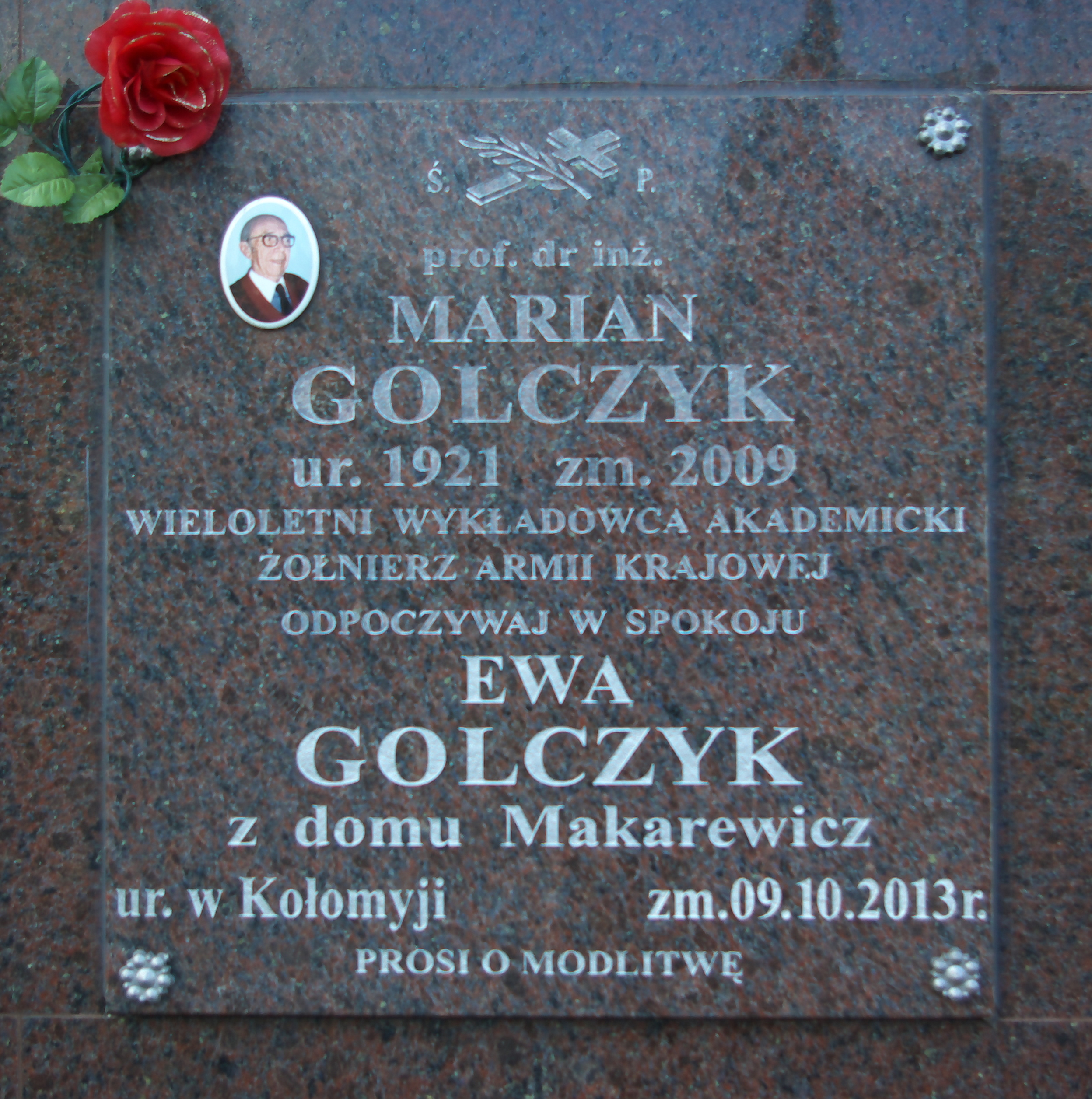
Miejsce pochówku Mariana Golczyka

## Publikacje
- Budowa powłokowej cylindrycznej chłodni żelbetowej w Hucie im. B. Bieruta w Częstochowie. Monografia (1959)[4]
- Chłodnie kominowe i wentylatorowe (1967, współautor: Józef Ledwoń)
- Zagadnienia konstrukcyjne budowli wieżowych (1980)[5][6]

## Odznaczenia i nagrody
- Srebrny Krzyż Zasługi (1955, za zasługi w pracy zawodowej w dziedzinie budownictwa przemysłowego)[7]
- Nagroda państwowa II stopnia[8]